# Lodões
Lodões é uma povoação portuguesa do Município de Vila Flor que foi sede da extinta Freguesia de Lodões, freguesia que tinha 7,83 km² de área e 100 habitantes (2011), e, por isso, uma densidade populacional de 12,8 hab/km².
A Freguesia de Lodões foi extinta em 2013, no âmbito de uma reforma administrativa nacional, tendo sido agregada à Freguesia de Assares, para formar uma nova freguesia denominada União das Freguesias de Assares e Lodões.

## População
| População da freguesia de Lodões | População da freguesia de Lodões | População da freguesia de Lodões | População da freguesia de Lodões | População da freguesia de Lodões | População da freguesia de Lodões | População da freguesia de Lodões | População da freguesia de Lodões | População da freguesia de Lodões | População da freguesia de Lodões | População da freguesia de Lodões | População da freguesia de Lodões | População da freguesia de Lodões | População da freguesia de Lodões | População da freguesia de Lodões |
| -------------------------------- | -------------------------------- | -------------------------------- | -------------------------------- | -------------------------------- | -------------------------------- | -------------------------------- | -------------------------------- | -------------------------------- | -------------------------------- | -------------------------------- | -------------------------------- | -------------------------------- | -------------------------------- | -------------------------------- |
| 1864                             | 1878                             | 1890                             | 1900                             | 1911                             | 1920                             | 1930                             | 1940                             | 1950                             | 1960                             | 1970                             | 1981                             | 1991                             | 2001                             | 2011                             |
| 190                              | 178                              | 185                              | 178                              | 180                              | 147                              | 200                              | 265                              | 290                              | 310                              | 173                              | 235                              | 187                              | 142                              | 100                              |

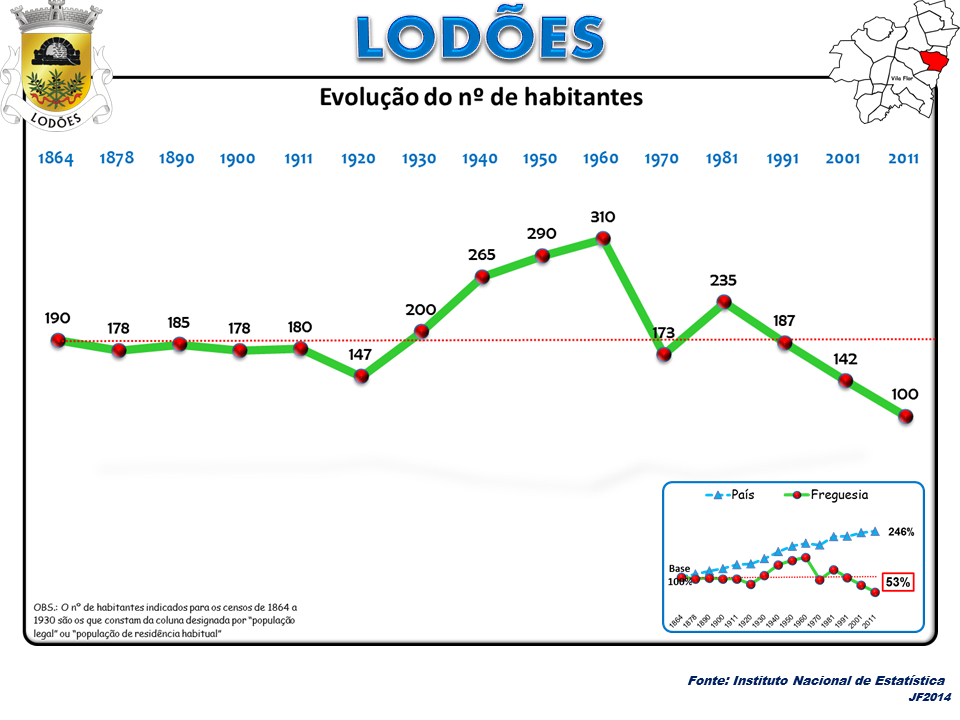
Evolução da População 1864 / 2011
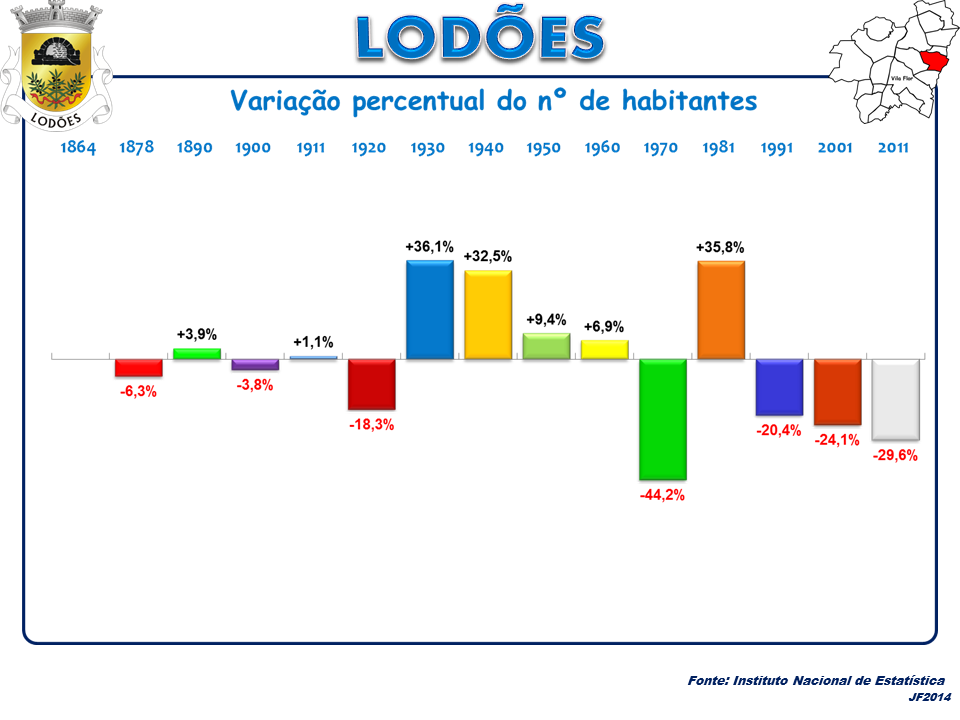
Variação da População 1864 / 2011
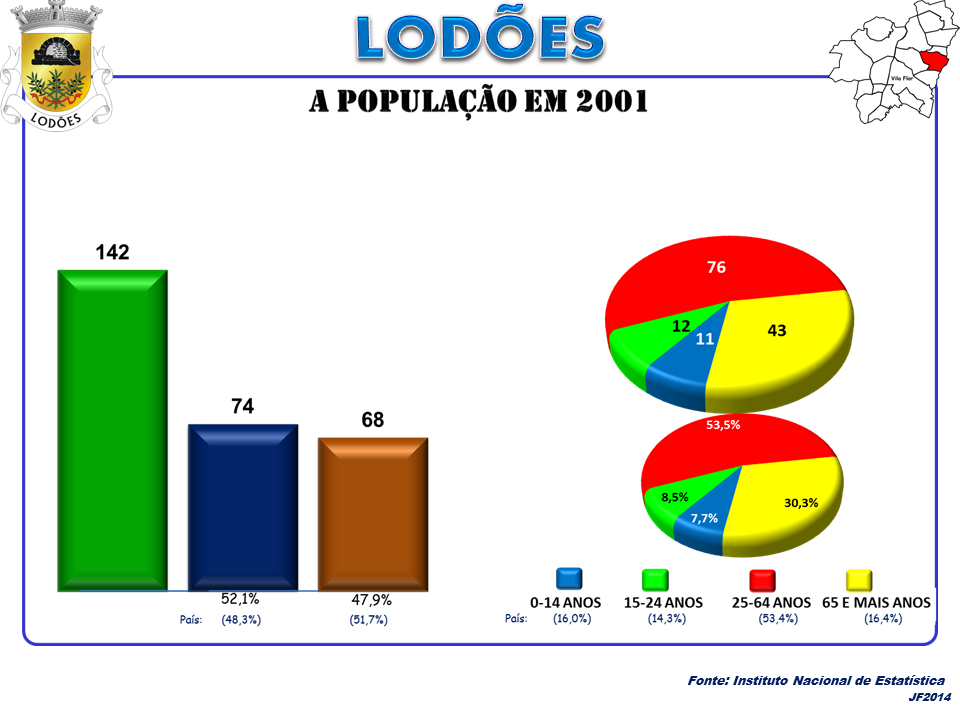
A População em 2001
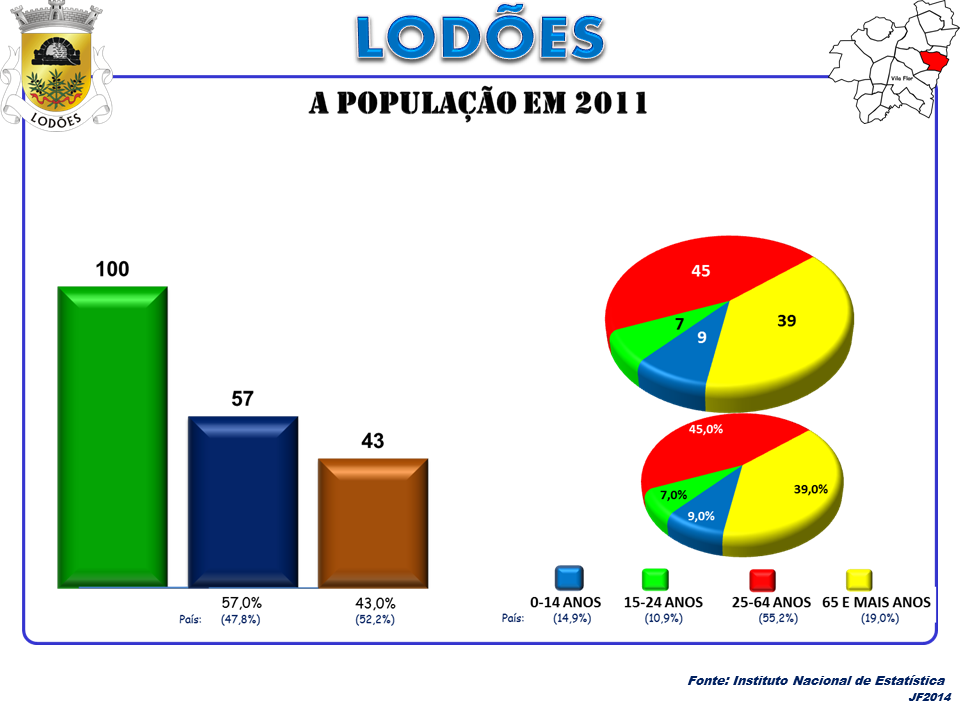
A População em 2011

## Património
- Cabeço de São Pedro